# Markha (Fluss)
Der Markha ist ein etwa 40 km langer rechter Nebenfluss des Zanskar in Ladakh im Nordwesten Indiens.

## Verlauf
Der Markha entsteht nahe Hankar am Zusammenfluss von Langtang Chan (links, 16,7 km) und Nimaling Chu (Chu ist Ladakhi für „Wasser“) (rechts, 19,4 km). Die beiden Quellflüsse entspringen im äußersten Süden des Einzugsgebietes. Dort befinde sich das Gebirgsmassiv des 6400 m hohen Kang Yatze. Der Markha fließt in nordwestlicher Richtung durch das Gebirge und mündet schließlich in den Zanskar. Der Markha entwässert ein etwa 777 km² großes Areal.

## Tourismus
Durch das Markha-Tal führt die populärste Trekkingtour in Ladakh. Am Ende des Tals erhebt sich der Kang Yatze.